# فيلبس فيلبس
فيلبس فيلبس (بالإنجليزية: Phelps Phelps)‏ هو سياسي أمريكي سابق (4 مايو 1897 – 10 يونيو 1981), واسمه الحقيقي هو فيلبس فون روتنبرغ.